# Каргопольский государственный историко-архитектурный и художественный музей
Каргопольский историко-архитектурный и художественный музей — крупный музейный комплекс в Архангельской области, расположенный на территории города Каргополь и его окрестностей. Музей включает 13 памятников архитектуры, в том числе 10 — федерального значения, среди которых  шедевры каменного и деревянного зодчества XVI—XVIII веков. Фонды музея содержат коллекцию предметов Русского Севера, в том числе народный костюм, каргопольскую вышивку, золотное шитье, роспись по дереву, рукописные и старопечатные книги, церковную скульптуру, иконопись.

## История музея
Основу музейной коллекции составило собрание каргопольского мещанина Капитона Григорьевича Колпакова (1845—1922), который 27 марта 1919 года передал её уездному отделу образования. Первоначально музей, насчитывавший около 600 предметов старины располагался в доме Капитона Григорьевича, он же стал и первым заведующим музеем.
В 1923 году музею было передано здание Крестовоздвиженской церкви, в 1933 году её заменили на Введенскую церковь, где все музейные экспозиции размещались на протяжении нескольких десятилетий, в 1936 году для хранения вновь поступающих экспонатов музею передали здание собора Рождества Христова. Церковь Зосимы и Савватия и Троицкая церковь вошли в состав музея в 80-е годы XX века, в 1993 г. музею переданы архитектурные ансамбли в селах Лядины, Ошевенск и Саунино,  церковь Иоанна Предтечи, находилась в составе музея только с 1994 по 1996 годы, а затем была передана епархии. Позднее музей получил и два исторических здания гражданской архитектуры в Каргополе: дом мещанина Блохина и дом лесопромышленника Вагера.
Юридический статус музея неоднократно менялся. В 1992—2001 годах он имел статус историко-архитектурного и художественного музея-заповедника. С 2012 года это Государственное бюджетное учреждение культуры Архангельской области «Каргопольский историко-архитектурный и художественный музей».
Летом 2024 года в музее была открыта выставка «Дороги русского Просвещения», посвященная эпохе преобразований, инициированных Екатериной II.

## Архитектурные памятники

### Гражданская архитектура

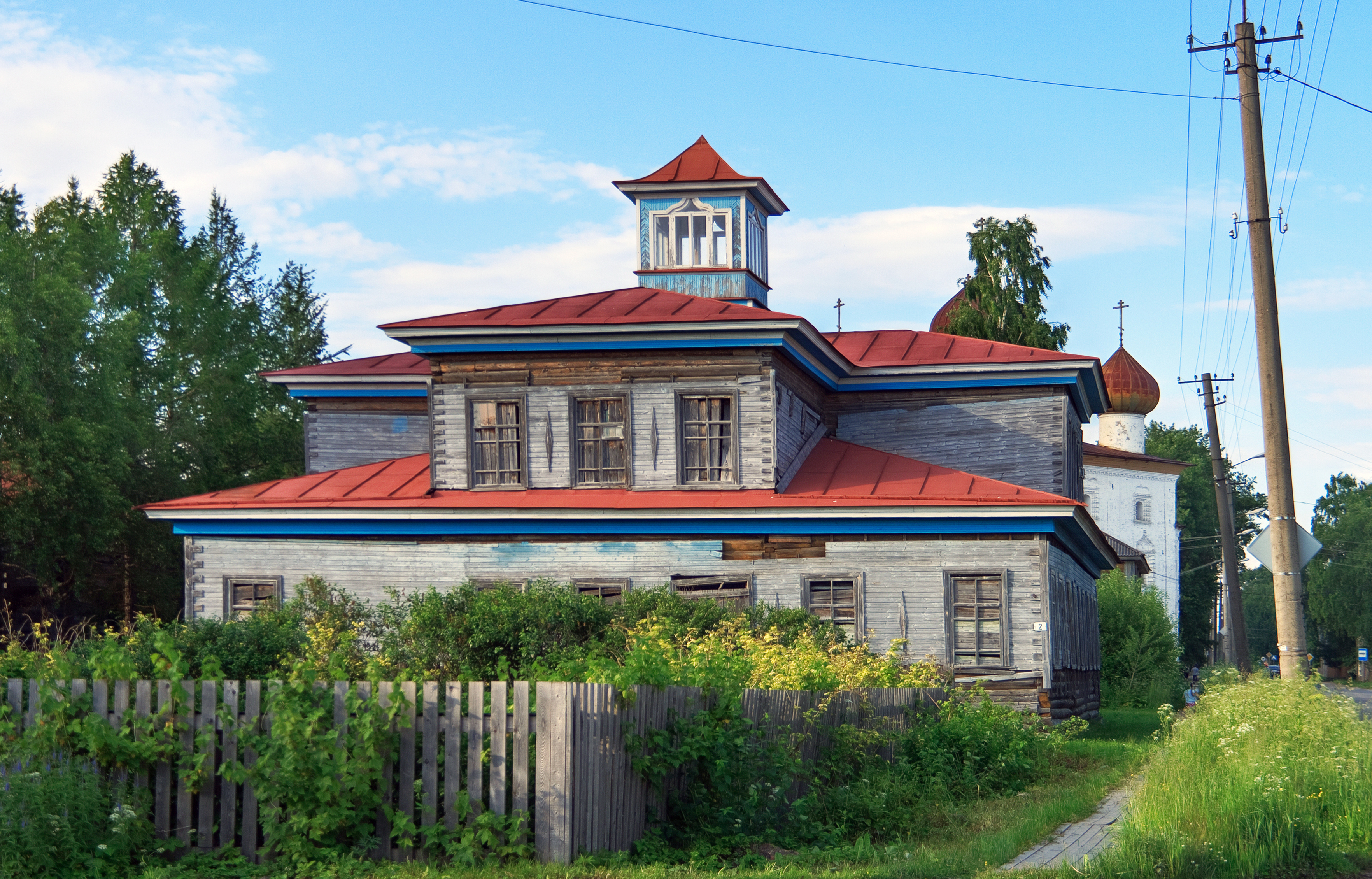
Дом Вагера

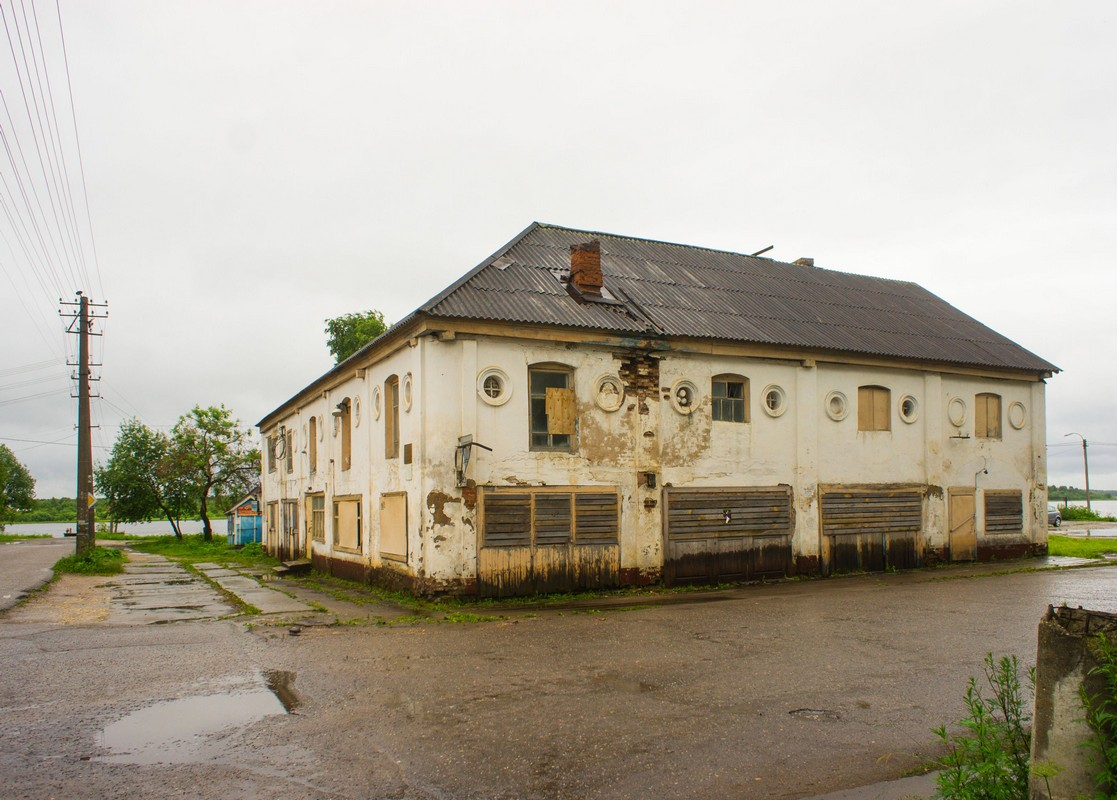
Гостиный двор

- Дом мещанина Блохина

 Объект культурного наследия № 2900000840 
Здание начала XIX века в стиле позднего классицизма. В здании размещается администрация музея.
- Дом лесопромышленника Вагера

 Объект культурного наследия № 2900000835 
Деревянный особняк начала XX века, сочетающий в архитектуре элементы классицизма и модерна. Передан музею в 2004 году.
- Музейно-выставочный центр

 Объект культурного наследия № 2940021000
Здание постройки 1904 года передано музею в июле 2009-го. Используется для размещения экспозиции по народному искусству, сменных выставок, детского музейного комплекса. В этом же здании находится библиотека Русского Севера им. Г. П. Гунна. В Музейном центре постоянно работает одиннадцать выставок. Это основное выставочное пространство музея.
- Гостиный двор

 Объект культурного наследия № 2900000844 
Постройка 1808 года. На 2019 год ведутся реставрационные работы.

### Церковная архитектура

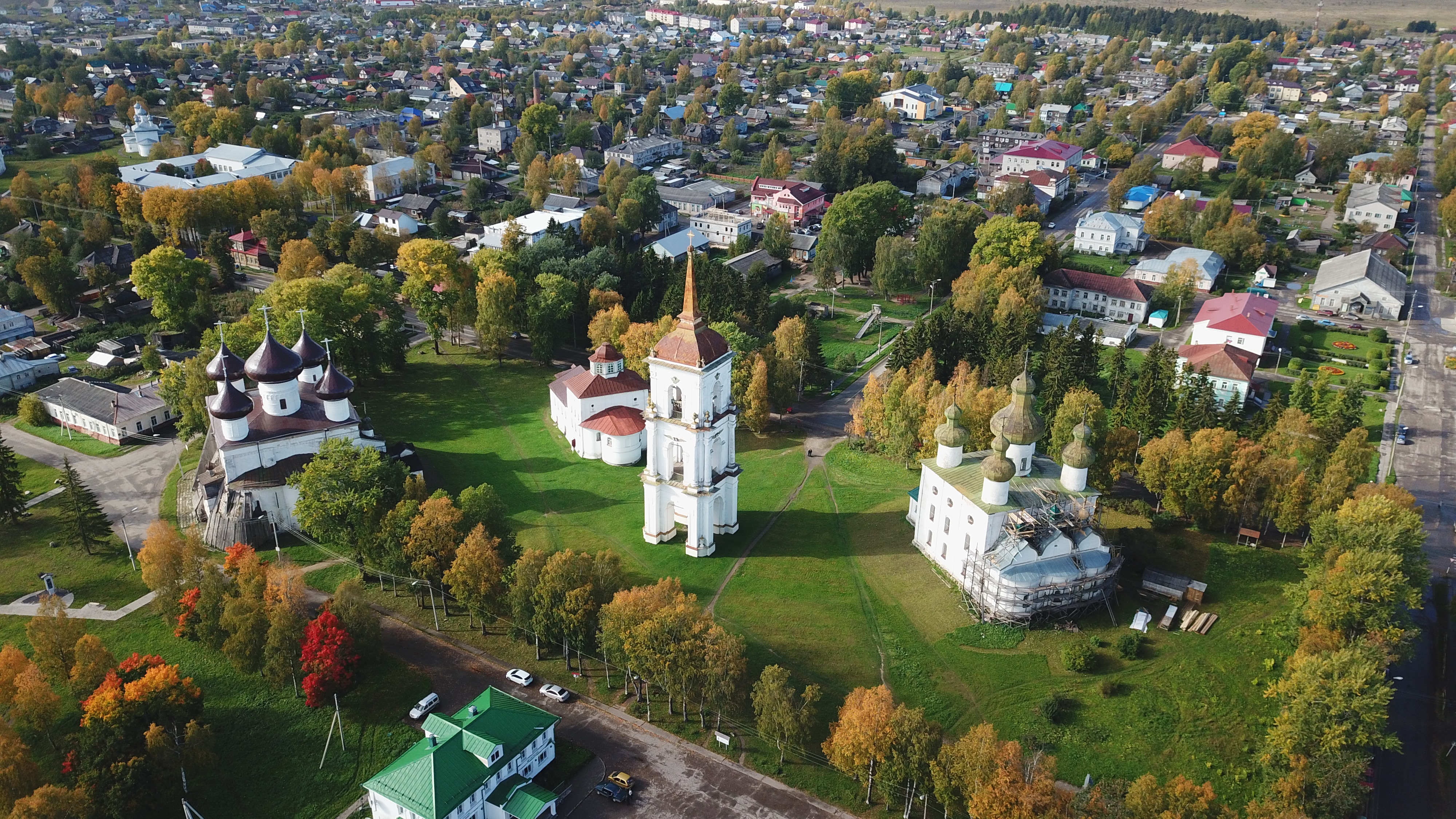
Каргополь - соборная площадь

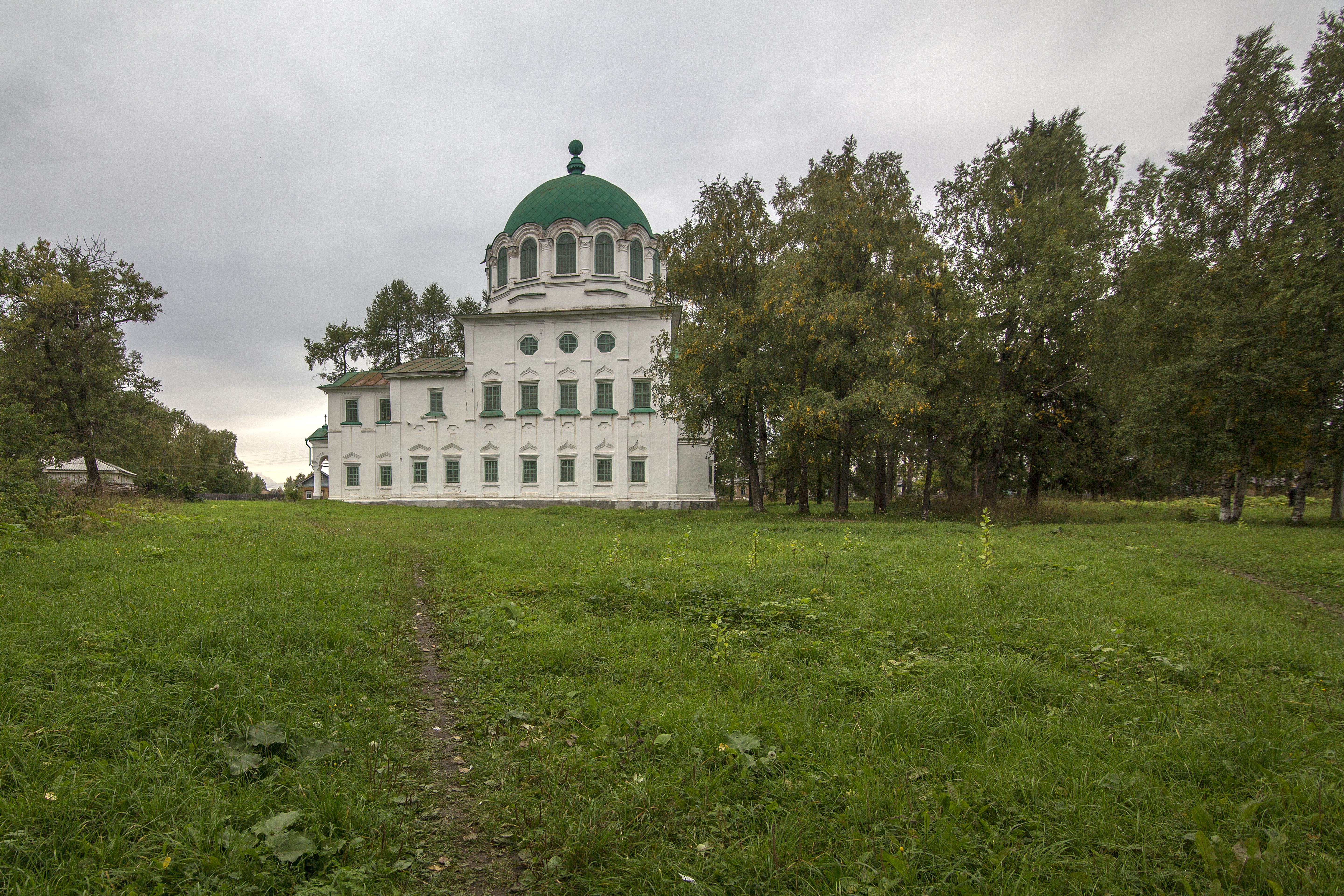
Каргополь, Троицкая церковь

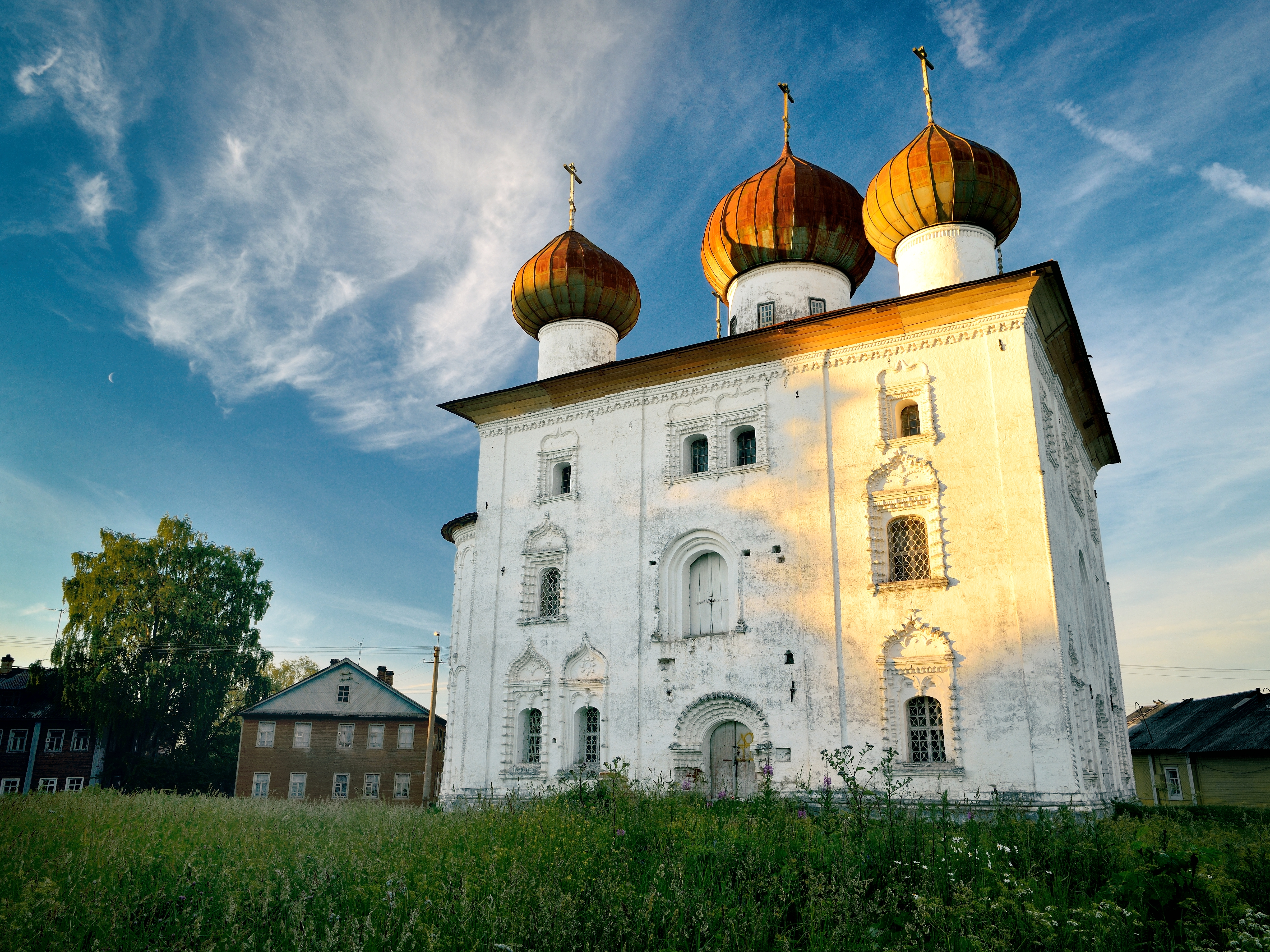
Церковь Благовещения

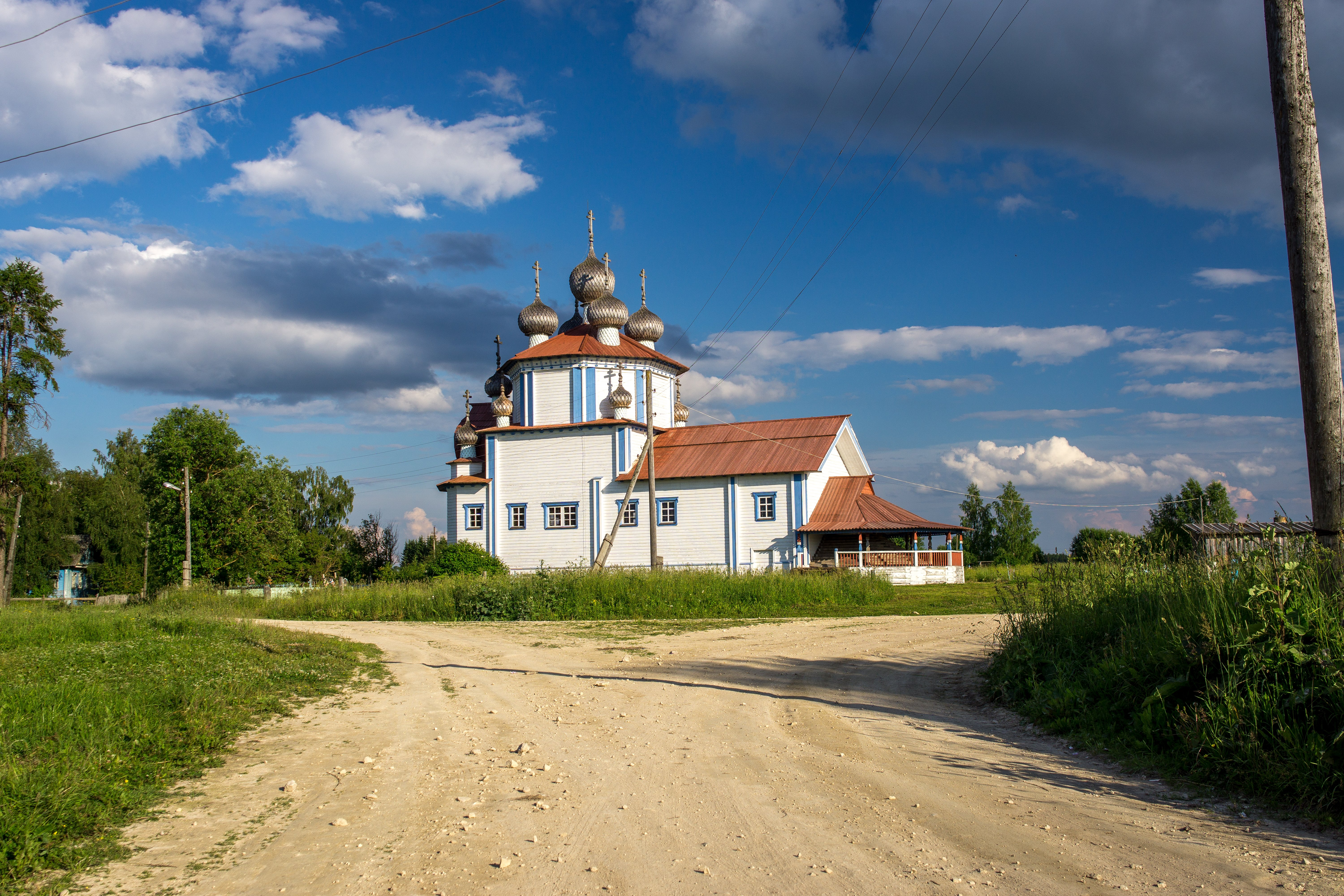
Богоявленская церковь в с. Лядины

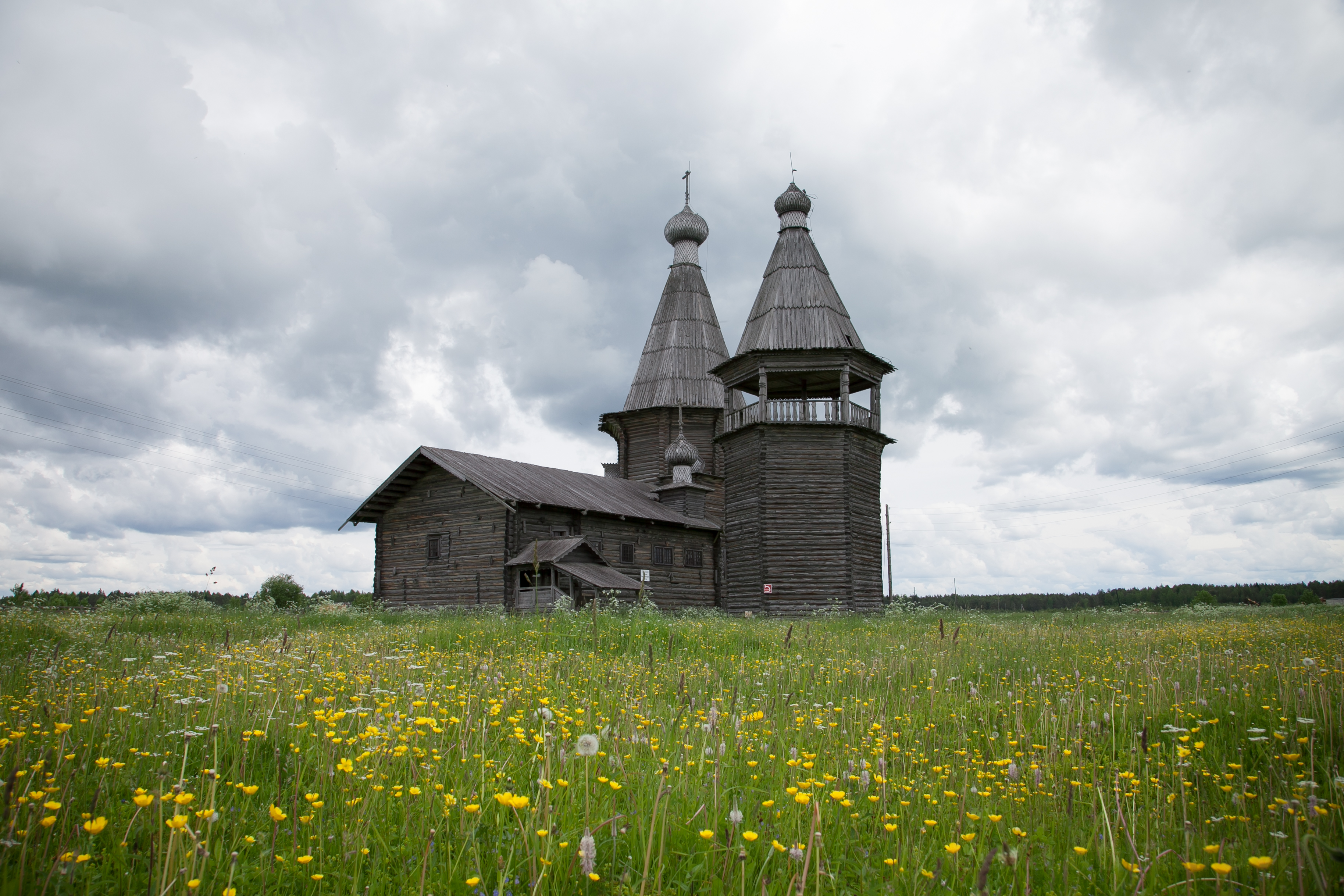
Церковь Иоанна Златоуста в с. Саунино

- Собор Рождества Христова (Христорождественский собор)

 Объект культурного наследия № 2910038002 
Строительство собора было, вероятно, завершено в 1562 году. В более позднее время собор менял свой внешний вид, обрастал пристройками, в виде приделов, папертей, контрфорсов. Собор сложен новгородскими и, возможно, псковскими мастерами из белого камня и кирпича и представляет собой пятиглавый шестистолпный трехапсидный храм на подклете.
Собор был передан музею в 1936 году. На первом его ярусе расположена выставка «небес» из собрания музея, на втором представлен сохранившийся уникальный резной иконостас XVIII в. и фрагмент средневековой фрески. 
- Соборная колокольня

 Объект культурного наследия № 2910038001 
Трехъярусная колокольня высотой 61,5 метра была построена в 1778 году. На смотровые площадки организованы экскурсии. Ежегодно с 17 по 19 января музей проводит фестиваль колокольного искусства «Хрустальные звоны», и колокольня становится главным местом его проведения.
- Церковь Введения во храм Пресвятой Богородицы

 Объект культурного наследия № 2910038003 
Построена в 1808 году, передана музею в 1933-м. До начала 1980-х годов во Введенской церки располагался единственный выставочный зал музея. В настоящее время (2020 год) в здании храма располагаются выставки, посвящённые истории Каргополья.
- Церковь Святой Троицы

 Объект культурного наследия № 2910040000 
Построена в 1808 году, перестроена после пожара 1878 года. После перестройки утратила пятиглавие, взамен которого получила огромный купол. Передана музею в конце 1980-х годов. Является фондохранилищем музея.
- Церковь Благовещения

 Объект культурного наследия № 2910037001 
1729 года постройки. Фасады богато декорированы узорочьем.
- Церковь Зосимы и Савватия

 Объект культурного наследия № 2900040000 
Храм в стиле классицизма возведён в 1819 году и освящён в честь соловецких святых. Музею передан в начале 1980-х годов. В здании развёрнута выставка памятников церковного искусства Каргополья, а также проводятся концерты.
- Богоявленская церковь в селе Лядины

 Объект культурного наследия № 2910047002 
Многоглавый деревянный храм XVIII века с многоглавым завершением. Сохранилось расписное «небо».
- Храм Иоанна Златоуста в селе Саунино

 Объект культурного наследия № 2910051002 
Шатровый храм XVII века с расписными «небесами», к которому примыкает шестигранная колокольня XVIII века.
- Часовня Георгия Победоносца в селе Ошевенск

 Объект культурного наследия № 2900000760 
Деревянная часовня с двумя шатрами расположена в деревне Низ.

## Фонды
Фонды музея на 2019 год насчитывали 48 640 единиц хранения, из них 33 855 предметов основного фонда. Среди наиболее ценных предметов 142 рукописные книги, 121 единица деревянной скульптуры и резных крестов, 250 вышивок, 35 предметов золотного шитья, 74 церковных облачения.
В 1919 году при создании музея К. Г. Колпаков передал 589 предметов старины, в том числе уникальные образцы каргопольской вышивки, иконы, оружие, рукописные книги. К моменту его смерти в 1922 году в собрании уже было около 1500 предметов. Коллекции пополнялись за счёт собрани упразднённых монастырей  .